# Kazdall
 (juillet 2025).
Si vous disposez d'ouvrages ou d'articles de référence ou si vous connaissez des sites web de qualité traitant du thème abordé ici, merci de compléter l'article en donnant les références utiles à sa vérifiabilité et en les liant à la section « Notes et références ».
Kazdall est un groupe de musique traditionnelle bretonne qui se produit le plus souvent en fest-noz.

## Biographie
Le groupe s'est formé en 2001, à la suite d'une scission du groupe Tud Yaouank. Le groupe Tud Yaouank était formé depuis 1999.
Souhaitant prendre une orientation différente, ils élargissent la formation en créant une section rythmique (guitare, basse, batterie) solide. Ils conservent une forte assise traditionnelle grâce à la bombarde, accordéon et violon, en y ajoutant une dose de chant pour le bonheur des danseurs.
Le groupe a produit son premier album en 2004. Le 19 septembre 2008, le groupe sort sont 2ème album Daou Vil Eizh, en première partie du groupe Tri Yann.
Leur 3ème album, Daou Vil Unnek, est sorti en 2011 et a fait le tour de Bretagne à partir de l'été 2011 à l'occasion d'une grande tournée.
En 2013, leur 5ème album "live" enregistré par Phlippe Ferec du Groupe Sonerien Du introduit par Louise Ebrel (fille d'Eugénie Goadec). En 2016, sort Pemzek pour fêter leur 15 ans
Depuis 2006, Kazdall organise également chaque année un grand festival de musique bretonne à côté de Paris, le festival Pariz Breizh, qui a lieu à Argenteuil (95).

## Composition
- Jérome Letreneuf : Guitare, chant
- Vincent Michelon : Batterie, percussions, chant
- Eric Daniel :  Basse
- Jérôme Grebert :  Violon
- Olivier Leroy : Bombarde, clarinette, biniou kozh

## Discographie

### Albums
- 2003 : Aman Ha Breman (CD 6 titres)
- 2004 : Deus An Dual !
- 2004 : Noz Paris Breizh (Compilation)
- 2008 : Daou Vil Eizh
- 2011 : Daou Vil unnek
- 2013 : Kazdall part en live
- 2016 : Pemzek

### Participations
- Pariz - Breizh : Noz - 2 titres sur cette compilation des groupes bretons d'Île-de-France.